# Tổng tuyển cử Angola 2022
Ngày 24 tháng 8 năm 2022, Angola tổ chức bầu cử Quốc hội. Tổng thống đương nhiệm João Lourenço đủ điều kiện tái cử một nhiệm kỳ nữa. Kết quả sơ bộ cho thấy Phong trào Nhân dân Giải phóng Angola (MPLA) thắng cử, đạt 51% số phiếu bầu, chiếm được 124 ghế. Đảng đối lập chính, Liên minh Toàn quốc Độc lập hoàn toàn Angola (UNITA) đạt 44% số phiếu bầu, chiếm được 90 ghế. Đảng Cách tân Xã hội, Mặt trận Dân tộc Giải phóng Angola và Đảng Nhân văn Angola mỗi đảng chiếm được hai ghế. Đây là cuộc bầu cử ngang sức nhất giữa MPLA và UNITA trong lịch sử Angola.

## Bối cảnh
MPLA là đảng cầm quyền kể từ khi Angola giành được độc lập vào năm 1975. MPLA đấu tranh vũ trang với UNITA cho đến năm 2002.
Trong cuộc bầu cử Quốc hội năm 2017, MPLA thắng cử áp đảo, đạt 61% số phiếu bầu, chiếm được 150 ghế, giữ đa số hai phần ba trong Quốc hội, nhưng mất 25 ghế so với cuộc bầu cử trước. UNITA đạt 26% số phiếu bầu, chỉ chiếm được 51 ghế, nhưng tăng 19 ghế so với cuộc bầu cử trước. CASA — CE chiếm được 16 ghế, Đảng Cách tân Xã hội chiếm được hai ghế, Mặt trận Dân tộc Giải phóng Angola chiếm được một ghế. UNITA đệ đơn kiện MPLA gian lận bầu cử. Tuy nhiên, tòa án hiến pháp bác bỏ đơn kiện của UNITA. Tổng thống José Eduardo dos Santos không tái tranh cử, được Bộ trưởng Quốc phòng João Lourenço kế nhiệm.
Ngày bầu cử được công bố vào ngày 6 tháng 4 năm 2022.

## Thể thức bầu cử
220 đại biểu Quốc hội được bầu theo hai thể thức: 90 đại biểu được bầu tại 18 khu vực bầu cử, mỗi khu vực bầu năm đại biểu; 130 đại biểu được bầu theo đại diện tỷ lệ, căn cứ tỷ lệ đắc phiếu của các liên danh kín. Cử tri phải đủ 18 tuổi trở lên, không có thủ tục phá sản chưa xong, không có tiền án hình sự, không có hai quốc tịch và không bị tuyên bố là mất trí. Ứng cử viên đại biểu Quốc hội phải đủ 35 tuổi trở lên.
Mỗi đảng ghi tên ứng cử viên tổng thống lên đầu liên danh của đảng. Bầu cho một liên danh là bầu cho ứng cử viên tổng thống. Ứng cử viên của đảng nhận được nhiều phiếu bầu liên danh nhất đắc cử làm tổng thống. Nhiệm kỳ của tổng thống theo nhiệm kỳ của Quốc hội. Tổng thống được tái cử nhiều nhất một lần.

## Ngày bầu cử
Điểm bỏ phiếu mở cửa lúc 7 giờ sáng và đóng cửa lúc 5 giờ chiều theo giờ địa phương. Giới quan sát trong nước nhận định cuộc bầu cử diễn ra tự do. Cộng đồng Phát triển miền Nam châu Phi cho rằng cuộc bỏ phiếu diễn ra yên ổn, nhưng lưu ý rằng thiếu các quan sát viên địa phương. Cộng đồng các quốc gia nói tiếng Bồ Đào Nha ban đầu không đánh giá cuộc bầu cử là công bằng, tự do bởi cho rằng một số ứng cử viên được lên sóng vận động lâu hơn những ứng cử viên khác, đại diện của một số đảng không được xem danh sách cử tri ở những điểm bỏ phiếu và khoảng 2,7 triệu người đã chết vẫn có tên trong danh sách cử tri. Liên minh châu Âu tuyên bố cuộc bầu cử diễn ra yên ổn, nhưng ghi nhận một số thiếu sót.

## Các đảng
Tám đảng tranh cử:
| Đảng/Liên minh | Đảng/Liên minh | Đảng/Liên minh                                                                                        | Ứng cử viên            | Kết quả bầu cử năm 2017 | Kết quả bầu cử năm 2017 |
| Đảng/Liên minh | Đảng/Liên minh | Đảng/Liên minh                                                                                        | Ứng cử viên            | Phiếu bầu (%)           | Ghế                     |
| -------------- | -------------- | --- | ---------------------- | ----------------------- | ----------------------- |
|                | MPLA           | Phong trào Nhân dân Giải phóng Angola Movimento Popular de Libertação de Angola                       | João Lourenço          | 61.1%                   | 150 / 220               |
|                | UNITA          | Liên minh Toàn quốc Độc lập hoàn toàn Angola União Nacional para a Independência Total de Angola      | Adalberto Costa Júnior | 26.7%                   | 51 / 220                |
|                | CASA–CE        | Hội điểm Cứu quốc – Liên minh tranh cử Convergência Ampla de Salvação de Angola – Coligação Eleitoral | Manuel Fernandes       | 9.5%                    | 16 / 220                |
|                | PRS            | Đảng Cách tân Xã hội Partido de Renovação Social                                                      | Benedito Daniel        | 1.4%                    | 2 / 220                 |
|                | FNLA           | Mặt trận Dân tộc Giải phóng Angola Frente Nacional de Libertação de Angola                            | Ngola Kabangu          | 0.9%                    | 1 / 220                 |
|                | APN            | Liên minh Toàn quốc Yêu nước Aliança Patriótica Nacional                                              | Quintino Moreira       | 0.5%                    | 0 / 220                 |
|                | P-NJANGO       | Đảng Quốc dân Công lý Angola Partido Nacionalista para a Justiça em Angola                            | Eduardo Chingunji      |                         |                         |
|                | PHA            | Đảng Nhân văn Angola Partido Humanista de Angola                                                      | Florbela Malaquias     |                         |                         |

## Tranh cử
Ngày 5 tháng 11, các đảng đối lập chính của Angola tuyên bố thành lập liên minh tranh cử tên Mặt trận Liên hiệp Yêu nước. Liên minh tiến cử Adalberto Costa Júnior của UNITA làm ứng cử viên tổng thống tranh cử với tổng thống đương nhiệm João Lourenço.
Ngày 8 tháng 7 năm 2022, cựu tổng thống José Eduardo dos Santos qua đời. Giữa gia đình dos Santos và tổng thống đương nhiệm João Lourenço có mối tư thù. Gia đình cáo buộc tổng thống bức hại người nhà và ra điều kiện tổng thống phải ân xá cho một số con cháu của dos Santos thì mới cho phép đưa thi thể của ông về Angola chôn cất. Nguyên nhân là tổng thống Lourenço đã bắt giữ một số người ủng hộ cựu tổng thống và bỏ tù những thành viên trong gia đình trong chiến dịch chống tham nhũng của ông.
Các vấn đề tranh cử bao gồm mức độ nghèo đói và thất nghiệp cao. Dầu mỏ của Angola chủ yếu phục vụ một số quan chức MPLA. Ứng cử viên Costa Junior của UNITA tranh thủ được rất nhiều người trẻ, bởi tỷ lệ thất nghiệp của giới trẻ cao.

## Kết quả
MPLA đạt 51% số phiếu bầu, UNITA đạt 44% số phiếu bầu. Những đảng khác không đảng nào đạt hơn 1.2% số phiếu bầu. Đối với những ghế Quốc hội khu vực bầu cử thì MPLA chiếm được 57 ghế, chủ yếu ở miền trung và miền nam, UNITA chiếm được 33 ghế, chủ yếu ở miền đông tây. Đối với những ghế liên danh thì MPLA chiếm được 67 ghế, UNITA chiếm được 57 ghế. PRS, FNLA và PHA mỗi đảng chiếm được 2 ghế. CASA-CE mất hết 16 ghế trong Quốc hội, chỉ đạt 0.76% số phiếu bầu so với 9% trong cuộc bầu cử năm 2017.
|                               |                                              |                             |            |        |     |     |
| Đảng                          | Đảng                                         | Ứng cử viên tổng thống      | Phiếu bầu  | %      | Ghế | +/– |
|                               | Phong trào Nhân dân Giải phóng Angola        | João Lourenço               | 3.209.429  | 51.17  | 124 | −26 |
|                               | Liên minh Toàn quốc Độc lập hoàn toàn Angola | Adalberto Costa Júnior      | 2.756.786  | 43.95  | 90  | +39 |
|                               | Đảng Cách tân Xã hội                         | Benedito Daniel             | 71.351     | 1.14   | 2   | 0   |
|                               | Mặt trận Dân tộc Giải phóng Angola           | Ngola Kabangu               | 66.337     | 1.06   | 2   | +1  |
|                               | Đảng Nhân văn Angola                         | Florbela Malaquias          | 63.749     | 1.02   | 2   | +2  |
|                               | Hội điểm Cứu quốc – Liên minh tranh cử       | Manuel Fernandes            | 47.446     | 0.76   | 0   | −16 |
|                               | Liên minh Toàn quốc Yêu nước                 | Quintino Moreira            | 30.139     | 0.48   | 0   | 0   |
|                               | Đảng Quốc dân Công lý Angola                 | Eduardo Chingunji           | 26.867     | 0.43   | 0   | 0   |
| Tổng cộng                     | Tổng cộng                                    | Tổng cộng                   | 6.272.104  | 100.00 | 220 | 0   |
|                               |                                              |                             |            |        |     |     |
| Phiếu bầu hợp lệ              | Phiếu bầu hợp lệ                             | Phiếu bầu hợp lệ            | 6.272.104  | 98.83  |     |     |
| Phiếu bầu không hợp lệ        | Phiếu bầu không hợp lệ                       | Phiếu bầu không hợp lệ      | 74.259     | 1.17   |     |     |
| Tổng cộng phiếu bầu           | Tổng cộng phiếu bầu                          | Tổng cộng phiếu bầu         | 6.346.363  | 100.00 |     |     |
| Cử tri phiếu bầu đã đăng ký   | Cử tri phiếu bầu đã đăng ký                  | Cử tri phiếu bầu đã đăng ký | 14.399.391 | 44.07  |     |     |
| Nguồn: Ủy ban Bầu cử Quốc gia |                                              |                             |            |        |     |     |

## Phản ứng
Hoa Kỳ kêu gọi các bên biểu tình ôn hòa, giải quyết bất bình theo quy định của pháp luật.
Liên minh châu Âu kêu gọi các bên liên quan dùng các biện pháp pháp lý để giải quyết quan ngại, các cơ quan có thẩm quyền xử lý công bằng, minh bạch.
Đảng Cộng sản Bồ Đào Nha chúc mừng MPLA thắng cử, nói rằng MPLA có đủ sự ủng hộ cần thiết trong Quốc hội để nắm quyền. Đảng Cộng sản Bồ Đào Nha cảnh báo về "các hoạt động can thiệp từ Bồ Đào Nha".
Đảng Khối Tả ở Bồ Đào Nha nhận định kết quả bầu cử là hồi chuông báo động cho MPLA, tuy đảng chiếm được đa số trong Quốc hội.
Đảng Chega ở Bồ Đào Nha nhận định Angola đã lãng phí cơ hội đổi mới khi bầu MPLA, lên án chính quyền MPLA không giảm nghèo, chống tham nhũng, phát triển Angola. Đảng Chega cũng chỉ trích Tổng thống Bồ Đào Nha Marcelo Rebelo de Sousa tham dự đám tang của cựu tổng thống Santos.
Tổng thống Namibia Hage Geingob chúc mừng Tổng thống Lorenço và MPLA tái cử, ca ngợi cuộc bầu cử diễn ra yên ổn, "phù hợp với các nguyên tắc, hướng dẫn đã sửa đổi của Cộng đồng Phát triển miền Nam châu Phi về bầu cử dân chủ và pháp luật Angola".

## Kết cục
UNITA bác bỏ kết quả bầu cử, viện dẫn sự thiếu minh bạch và kết quả do UNITA tính. Ở Angola, được khiếu nại kết quả bầu cử lên Ủy ban Bầu cử Quốc gia. Nếu Ủy ban Bầu cử Quốc gia bác khiếu nại thì được đưa ra Tòa án Hiến pháp. Tòa án Hiến pháp ra quyết định trong 72 giờ.
Lourenço cam kết tiếp tục cải cách, bao gồm tư nhân hóa những công ty nhà nước, phòng, chống tham nhũng, đa dạng hóa nền kinh tế, tạo việc làm, hiện đại hóa ngành giáo dục và mở rộng hệ thống y tế. Ông cho rằng MPLA thắng cử một cách hợp pháp và cuộc bầu cử diễn ra tự do, công bằng, minh bạch.
Ngày 3 tháng 9 năm 2022, những người ủng hộ MPLA tấn công một văn phòng của UNITA, phóng hỏa một số xe cộ, làm 10 người bị thương.